# Alexandre-Pierre-François Goüin de La Grandière
Pour les autres membres de la famille, voir Famille Goüin.
Alexandre-Pierre-François Goüin de La Grandière, né le 21 juin 1760 à Tours et mort dans la même ville le 17 mai 1832, est un banquier français.

## Biographie
Alexandre-Pierre-François Goüin naît le 19 juillet 1760 à Tours. Son père, Henry-Pierre Goüin (1732-1782), est banquier à Tours, où il dirige la Banque Goüin fondée par son grand-père en 1714, et habite l'hôtel Goüin, propriété de la famille depuis 1738. Le 23 mai 1757, son père épouse Anne Marie Renée Leroux, fille de Jacques Leroux, propriétaire de La Plaine-Fondettes, et tante de Marie-Félix Faulcon de La Parisière.
Poursuivant la voie familiale du négoce et de la banque, Alexandre-Pierre-François Goüin rentre dans les affaires. En 1784, conjointement avec son frère aîné Henri Jacques Goüin-Moisant, il succède à son père à la direction de la banque familiale.
Le 22 août 1785, dans la chapelle du château de la Plaine (Fondettes), il épouse Marie-Madeleine Benoist de La Grandière, fille du maire de Tours Étienne Benoist de La Grandière, en présence du corps de la ville de Tours. De ce mariage naîtrons quatre enfants :
- Alexandrine-Stéphanie (1788-1857), mariée à son cousin germain Édouard Goüin, d'où naîtra Ernest Goüin
- Alexandre (1792-1872), financier et ministre
- Anne-Henriette (1794-1864), mariée à son cousin germain Charles Goüin, banquier, président de la Mutuelle d'Indre-et-Loire contre l'Incendie
- Frédéric (1801-1871), procureur du roi à Tours, substitut du procureur général de Paris, conseiller à la Cour d'appel de Paris[3], marié à Adrienne Dimier (petite-fille d'Étienne Jumentier et tante du général Louis Gaëtan Dimier de La Brunetière), père de Léon Goüin et beau-père de l'amiral Charles Joseph Dumas-Vence.

Il prend à la suite de ce mariage le nom de « Goüin de La Grandière », pour se distinguer notamment de son frère aîné qui prend lui le nom de « Goüin-Moisant » après le sien. On le retrouve également parfois sous le nom de Goüin du Tillais ou Goüin-Dutally.
Goüin-Lagrandière est élu officier municipal de Tours.

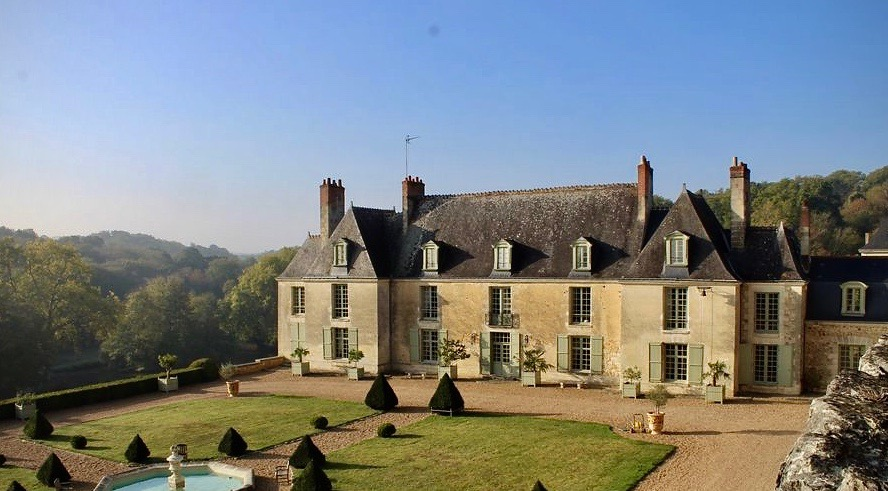
Le château d'Hodebert, à Saint-Paterne-Racan.

Il acquiert avec son épouse le château d'Hodebert et le manoir de Saché, situés à Saint-Paterne-Racan, au nord-ouest de Tours, dans la Gâtine de Touraine. S'occupant de ses terres, il agrandit son domaine par l'acquisition de la Suze, de la Normandie (proche du Breuil), du pré de la Noiraie, de terres en sainfoin au clos des Haloires (Saint-Christophe-sur-le-Nais), ainsi que d'anciens bois dépendant de l'abbaye de La Clarté-Dieu et situés sur la commune de Saint-Aubin-le-Dépeint. Ils assurent secours (bois, pain, bouillons, vêtements, etc) et charité en faveur des familles démunies de Saint-Paterne.

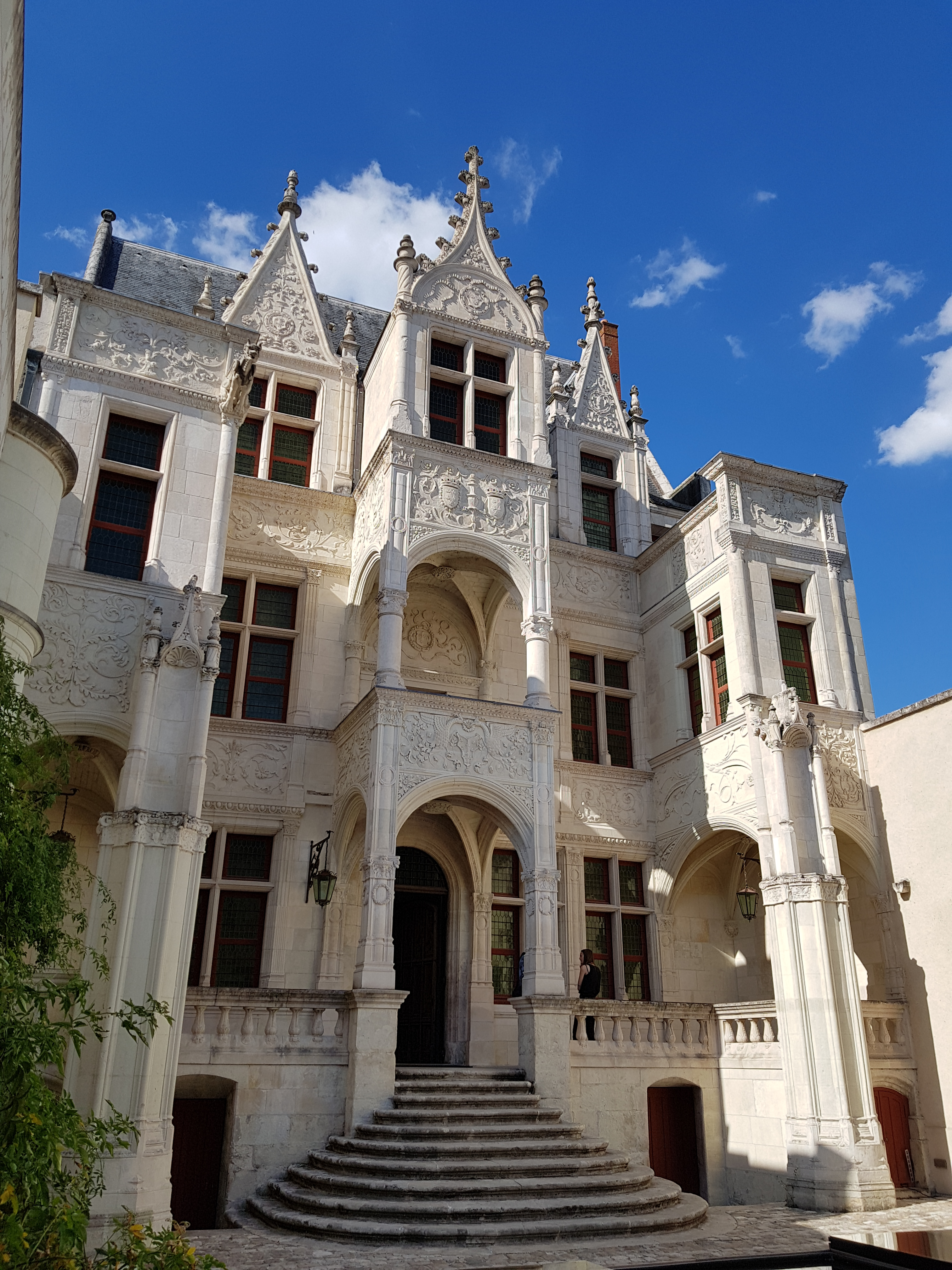
L'Hôtel Goüin à Tours.

Héritant de l'hôtel particulier familiale à Tours en 1809, il entreprend des travaux d'aménagements sur l'hôtel Goüin, faisant ainsi notamment démolir le bâtiment qui ferme la cour l'année suivante, de manière à ouvrir la cour sur la rue avec un portail. Il accueille et loge dans son hôtel le général Philippe-Paul de Ségur en 1813, qui, à la suite de la défaite en Russie, a pour mission de constituer le troisième corps des Gardes d'honneur à Tours.
Juge au tribunal de commerce de Tours depuis 1799, il en est le président de 1814 à 1820. Il succède également à son frère à la tête de la Chambre de commerce de Tours, qu'il préside entre 1817 et 1832, année de son décès. Sous sa présidence, la ville obtient notamment l'ouverture de la bourse de Tours en 1827. Il est nommé membre du Conseil général du commerce en 1825.
En 1816, il préside le jury d'assises d'Indre-et-Loire lors des poursuites contre les six accusés de propos séditieux contre le roi Louis XVIII dans l'affaire de Luynes.
Il est nommé président du collège électoral d'Indre-et-Loire par Charles X sous la Seconde Restauration.
De 1825 à 1832, il est également président de la Société d'agriculture, arts, sciences et belles-lettres du département d'Indre-et-Loire. Lors de son élection à la majorité des voix, devançant Calmelet-Daen et Deslandes-Preuilly, il en avait décliné la charge, conduisant alors le ministre, qui regrettait se refus, à prendre un arrêté pour lui imposer la présidence.

## Pour en savoir plus